# James Trifunov
James Trifunov (* 18. Juli 1903 in Winnipeg; † 27. Juni 1993 ebenda) war ein kanadischer Ringer.
Trifunov startete bei den Olympischen Spielen 1928 in Amsterdam. Er wurde hinter Kaarlo Mäkinen aus Finnland und Edmond Spapen aus Belgien Dritter. 1930 gewann er bei den British Empire Games Gold vor dem Briten Joseph Reid. 1960 wurde er in Canada’s Sports Hall of Fame aufgenommen.